# 赫克托·帕多
赫克托·帕多（英語：Hector Pardoe，2001年3月29日—），英国男子游泳运动员，2016年世界青年公开水域游泳锦标赛男子5公里和混合团体铜牌得主、2024年世界游泳锦标赛男子10公里公开水域游泳铜牌得主。